# Ontario Raiders
O Ontario Raiders foi um clube profissional de box lacrosse, sediado em Hamilton, Ontario, Canadá. O clube disputou a National Lacrosse League, em 1998.

## História
A franquia foi fundada em 1998, fazendo uma respeitável temporada 6-6 e com participação nos playoffs, porém, foram realocados ano no seguinte, para o novo Toronto Rock.